# Бублик, Владимир Александрович
Влади́мир Алекса́ндрович Бу́блик (род. 1 февраля 1959) — советский и российский учёный-правовед, специалист в области предпринимательского права, доктор юридических наук (2000), профессор, заслуженный юрист Российской Федерации (2019), ректор Уральского государственного юридического университета имени В. Ф. Яковлева с 2007 года.

## Биография
Родился 1 февраля 1959 года в деревне Буняково Ирбейского района Красноярского края[1] в семье простых рабочих[2].
В 1980 году с отличием окончил Свердловский юридический институт имени Р. А. Руденко (СЮИ), после чего по распределению был назначен на должность помощника прокурора района в Кустанайскую область (Казахская ССР), где проработал два года. В 1983—1985 годах обучался в аспирантуре СЮИ имени Р. А. Руденко. Защитил кандидатскую диссертацию на тему «Гражданско-правовые меры борьбы с извлечением нетрудового дохода». В 1985—1991 годах — преподавал на кафедре хозяйственного права и одновременно занимался организацией научной работы в Институте в должности начальника научно-исследовательской части СЮИ[1].
С 1991 года — заместитель директора Научного центра при Министерстве образования Российской Федерации в Москве.
В 1999 году вернулся в Уральскую государственную юридическую академию, где занял должность проректора по научной работе. В 2000 году защитил докторскую диссертацию на тему «Публично- и частноправовые начала в гражданско-правовом регулировании внешнеэкономической деятельности»[1].
В 2001 году был назначен проректором по научной работе УрГЮА, в 2003 году стал первым проректором УрГЮА. Профессор кафедры предпринимательского права с 2009 года. В 2007 году был избран на должность ректора УрГЮА.
С 2012 года — заместитель председателя, затем член Совета ректоров вузов Свердловской области.
Автор более 60 научных публикаций. Научная специализация — предпринимательское право. Отмечен рядом ведомственных и региональных медалей и почётных званий[1].
В 2017 году в СМИ получил широкую огласку инцидент с участием Владимира Александровича Бублика и одного из студентов УрГЮУ, поступившего по целевому набору из республики Крым. Студент Николай Явтушенко был обвинен руководством УрГЮУ в использовании поддельных документов для зачисления в УрГЮУ. В течение года студенту инициировали неоднократные отчисления по малейшим причинам, но из-за наличия оправдательных документов, приказы об отчислении аннулировали. В конечном счете, студент был отчислен за 3 пропуска учебных занятий по неуважительной причине. В последующем, руководство УрГЮУ обратилось в правоохранительные органы для привлечения Николая Явтушенко к уголовной ответственности за использование поддельных документов, однако, доследственная проверка установила, что все документы, которые использовал студент для поступления являются настоящими. Николаем Явтушенко было подано заявление в УрГЮУ для восстановления на обучение, в УрГЮУ данное заявление рассматривали более полугода. Студент пришёл к ректору с намерением обсуждения вопроса своего восстановления, однако в ходе диалога между ними возникла ссора, в результате которой студент был задержан охранниками, а впоследствии в отношении него был составлен протокол об административном правонарушении. Обе стороны обвиняли друг друга в некорректном поведении.